# Todos los niños pueden ser Einstein
Todos los niños pueden ser Einstein es un libro escrito por el pedagogo español Fernando Alberca (1966-) que trata acerca de cómo motivar a los niños y niñas para que desarrollen sus talentos de modo óptimo.

## Contenido
El autor defiende que el determinismo genético sobre la capacidad intelectual de los niños puede ser superado, y cómo las bases genéticas y neurológicas pueden ser estimuladas adecuadamente para un desarrollo óptimo de la inteligencia. Define la inteligencia como “la capacidad de descubrir y resolver los problemas que nos encontramos”, y afirma que mientras “el cociente intelectual apenas cambia a lo largo de la vida, la inteligencia no deja de crecer si se estimula”.
Partiendo de algunos datos sobre la vida de Albert Einstein, desarrolla su exposición hacia una serie de pautas de actuación basadas en la siguiente secuencia: amor, estímulo, confianza y motivación. 
Después de ofrecer unas ideas generales acerca de la inteligencia humana, el funcionamiento del cerebro y las actitudes que propician el aprendizaje, el libro nos introduce en una serie de consejos útiles acompañados de casos prácticos para mejorar en diversas áreas.

## Ediciones y traducciones
Desde su primera publicación, se ha convertido en un superventas, conociendo once ediciones en castellano en algo más de un año, y ha sido traducido al portugués, italiano y catalán. Alcanzó el segundo puesto de los libros de no ficción más vendidos en España, y figuró entre los diez primeros puestos en la lista TOP 100 de Amazon.
Recientemente, la editorial Shanghai Translation Publishing House ha comprado los derechos de la obra para su traducción al chino.